# 사카오리

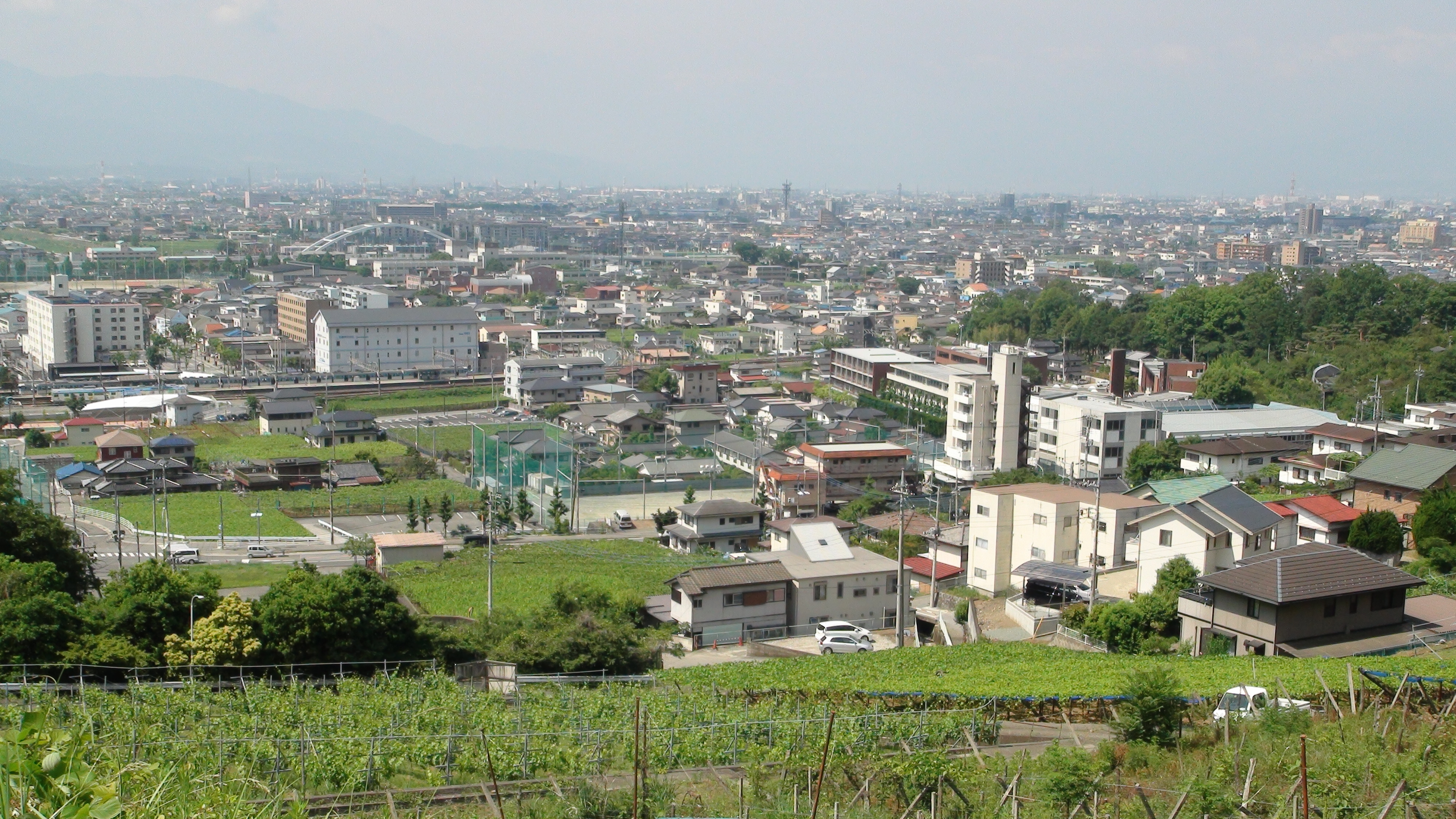
사카오리

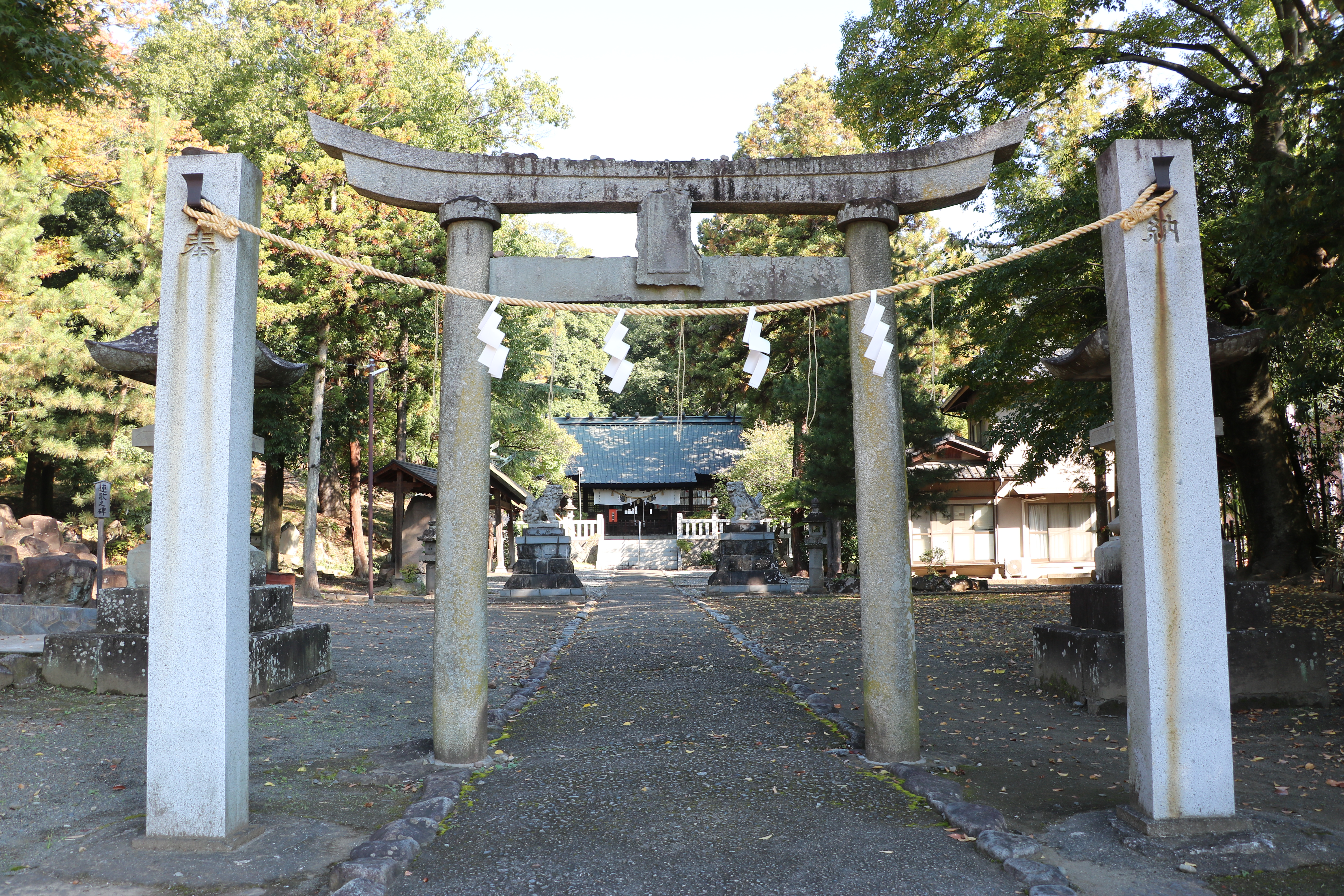
사카오리궁 (酒折宮)

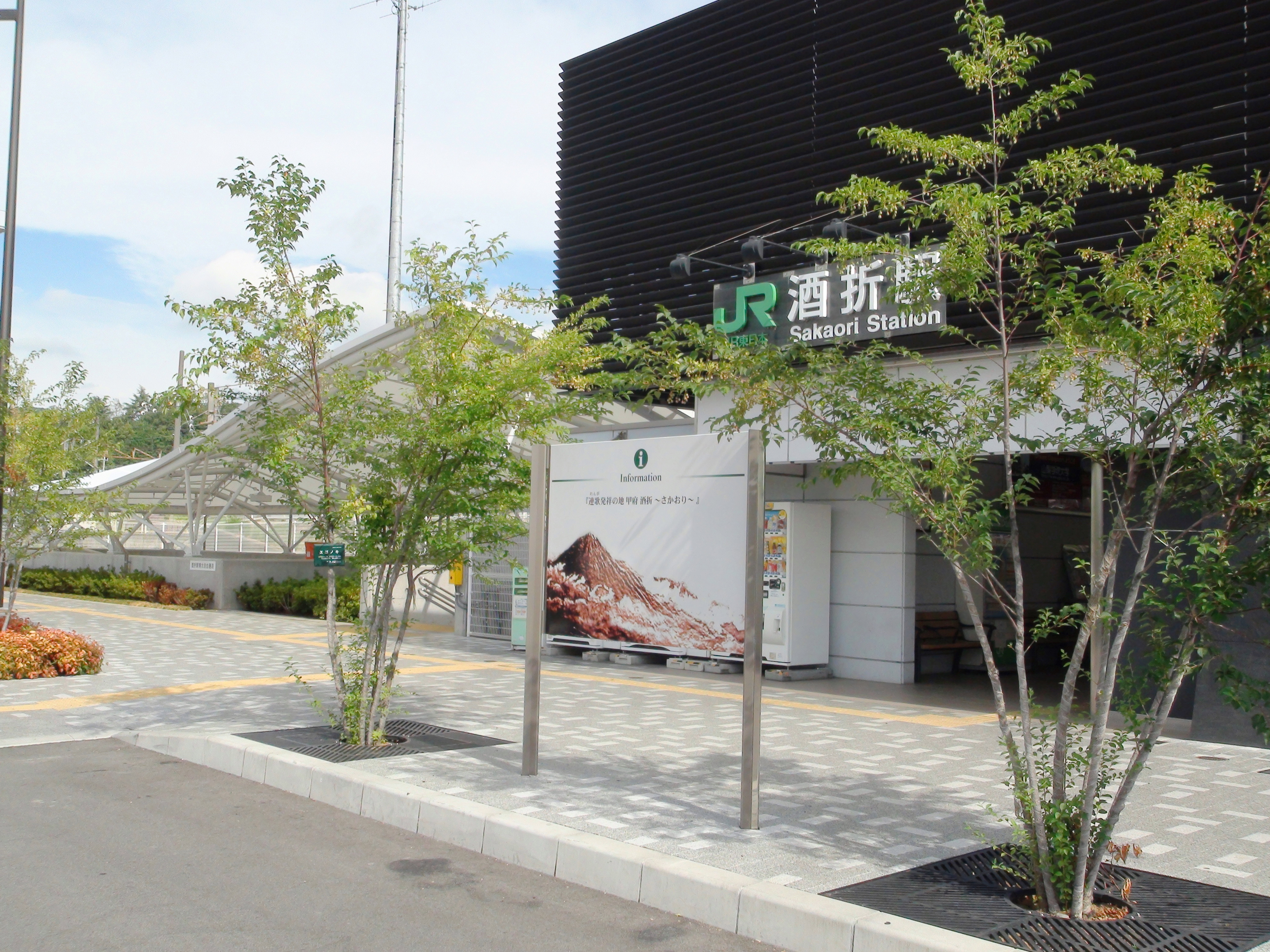
사카오리역

사카오리(일본어: 酒折 さかおり[*])는 일본 야마나시현 고후시에 있는 지역이다. 고사기, 일본서기등에 의해 언급되어있다. 야마토 다케루을 모시는 사카오리궁(酒折宮)이있다.

## 같이 보기
- 사카오리역
- 사카오리궁 (酒折宮)